# Совет народных комиссаров
Сове́т наро́дных комисса́ров (сокр. Совнарко́м, аббрев. СНК) — наименование правительства в Советской России, СССР и республиках Союза ССР, использовавшееся в период c 25 октября (7 ноября) 1917 по 1946 годы.

## История

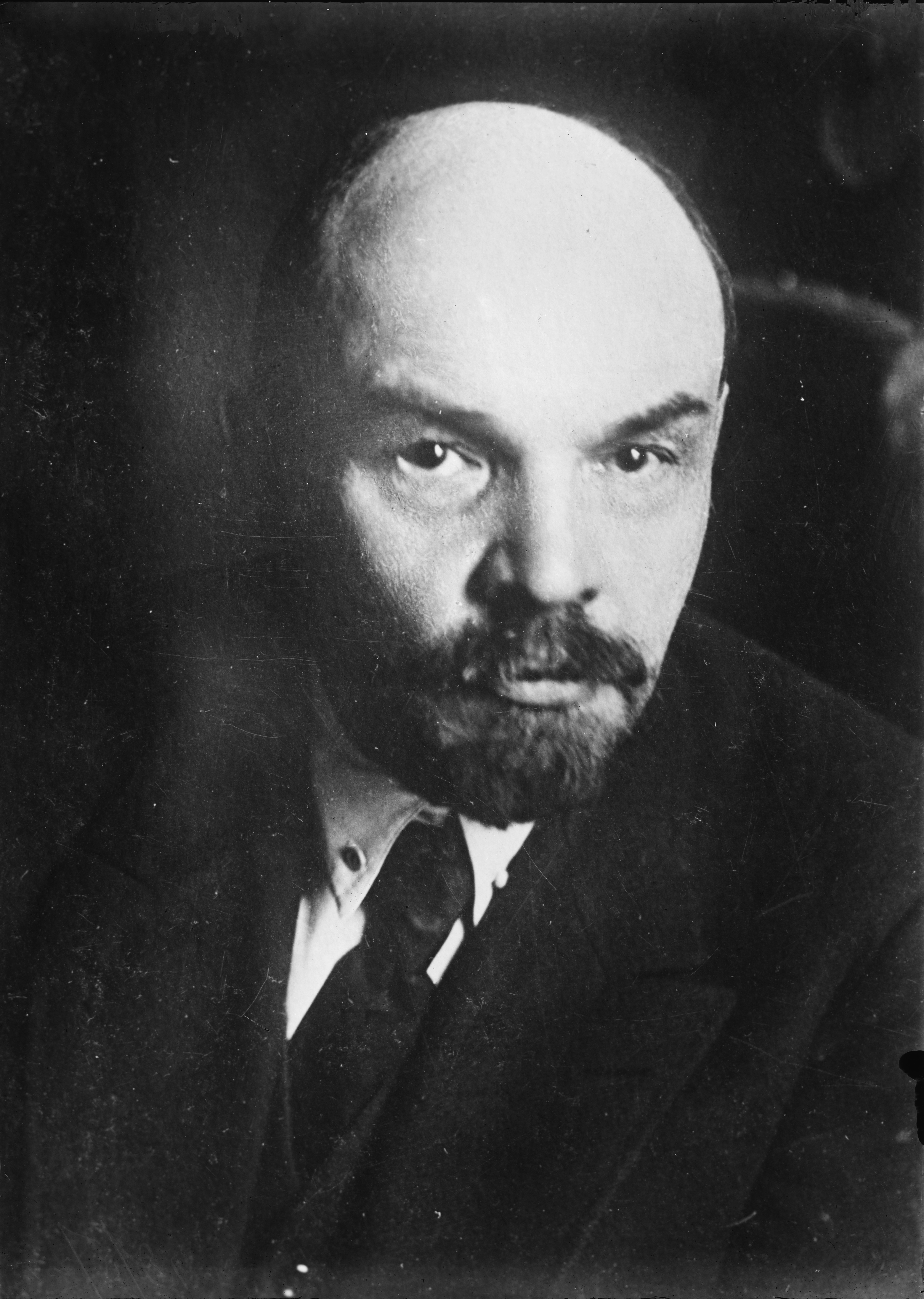
В. И. Ленин, первый председатель Совнаркома Российской Советской Республики и Совнаркома СССР

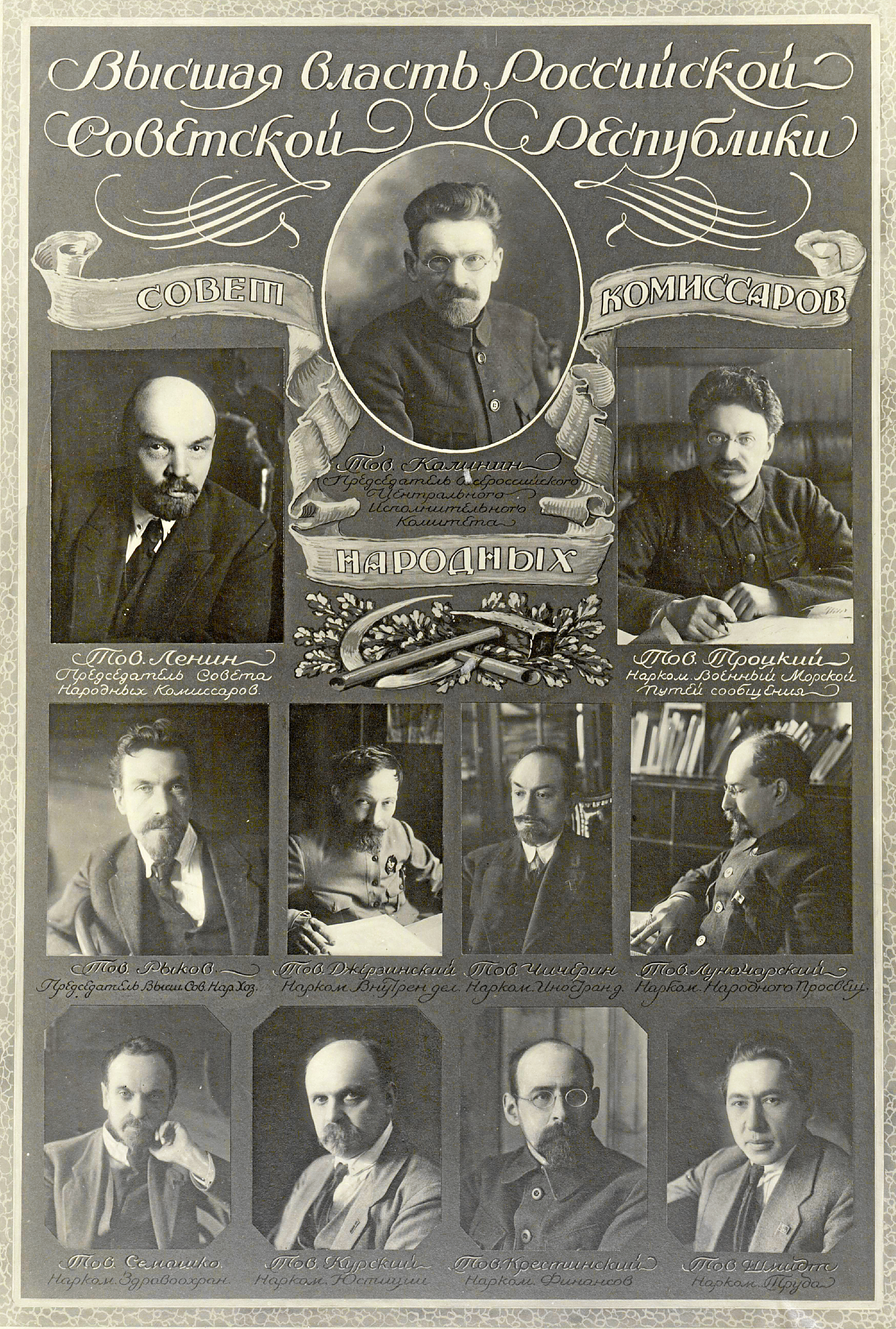
Совнарком, 1919 г.

Первый в истории Совет народных комиссаров был образован декретом 2-го Всероссийского съезда Советов и ВЦИК 25 октября (7 ноября) 1917 года как коллегия председателей комиссий, которым было поручено «заведование отдельными отраслями государственной жизни». Аналогичные совнаркомы создавались в других республиках при установлении в них советской власти.

Разделение власти законодательной и исполнительной не соответствует деятельности Советской республики. Совет Народных Комиссаров — это непосредственный орган власти как таковой: и законодательный, и исполнительный, и административный.— Яков Свердлов во ВЦИК 1 апреля 1918 года
Через полгода после образования СССР, 6 июля 1923 года был сформирован Совет народных комиссаров СССР — Правительство СССР. Во всех союзных и автономных республиках Союза ССР действовали республиканские совнаркомы.
В 1946 году совнаркомы всех уровней были преобразованы в одноимённые советы министров.

## Состав первого СНК
Как отмечает американский историк Стивен Коткин, 15 членов «ленинского» СНК в общей сложности провели 200 лет в царских тюрьмах и в эмиграции. Никто из них не имел какого-либо опыта административной работы.

## Советы народных комиссаров
| СССР                | Совет народных комиссаров СССР — Правительство СССР |
| Азербайджанская ССР | Совет народных комиссаров АзССР                     |
| Армянская ССР       | Совет народных комиссаров АрмССР                    |
| Белорусская ССР     | Совет народных комиссаров БССР                      |
| Грузинская ССР      | Совет народных комиссаров ГССР                      |
| ЗСФСР               | Совет народных комиссаров ЗСФСР                     |
| Казахская ССР       | Совет народных комиссаров КазССР                    |
| Карело-Финская ССР  | Совет народных комиссаров КФССР                     |
| Киргизская ССР      | Совет народных комиссаров КирССР                    |
| Латвийская ССР      | Совет народных комиссаров ЛатССР                    |
| Литовская ССР       | Совет народных комиссаров ЛитССР                    |
| Молдавская ССР      | Совет народных комиссаров МССР                      |
| РСФСР               | Совет народных комиссаров РСФСР                     |
| Таджикская ССР      | Совет народных комиссаров ТадССР                    |
| Туркменская ССР     | Совет народных комиссаров ТурССР                    |
| Украинская ССР      | Совет народных комиссаров УССР                      |
| Узбекская ССР       | Совет народных комиссаров УзССР                     |
| Эстонская ССР       | Совет народных комиссаров ЭССР                      |